# Luca Pancalli
Luca Pancalli, né le 16 avril 1964 à Rome, est un manager sportif ainsi qu'un ancien nageur et commissaire de la fédération italienne de football. 

## Biographie
Après avoir remporté un championnat national de pentathlon junior, Luca Pancalli devient tétraplégique à la suite d'une chute en 1981, lors d'une course de chevaux en Autriche. Malgré cela, il a la capacité de bouger encore ses bras et a participé à quatre Jeux paralympiques, de 1984 à 1996, au cours desquels il remporte huit médailles d'or, sept d'argent et une de bronze en natation.
Il fut nommé président du comité paralympique italien en 2000. Ensuite, il a été désigné vice-président du comité olympique national italien, devenant ainsi la première personne handicapée à travailler à ce poste.
Le 21 septembre 2006, après la démission de Guido Rossi, il devint commissaire extraordinaire de la fédération italienne de football (FIGC). Puis, le 2 février 2007, à la suite de violences dans le derby sicilien, à Catane, ce qui a provoqué l'assassinat d'un policier, Pancalli annonce son intention de suspendre toute activité de football dans le pays indéfiniment. C'est la deuxième fois que le pays a recours à un tel évènement, la première fois étant après l'assassinat d'un supporteur de Genoa C.F.C nommé Vincenzo Spagnolo par un soi-disant membre des fans de l'AC Milan, appelé  Simone Brasagila en 1995.

## Hommage
Le 7 mai 2015, en présence du président du Comité national olympique italien (CONI), Giovanni Malagò, a été inauguré  le Walk of Fame du sport italien dans le parc olympique du Foro Italico de Rome, le long de Viale delle Olimpiadi. 100 tuiles rapportent chronologiquement les noms des athlètes les plus représentatifs de l'histoire du sport italien. Sur chaque tuile figure le nom du sportif, le sport dans lequel il s'est distingué et le symbole du CONI. L'une de ces tuiles lui est dédiée .